# Chronoxenus
Chronoxenus  este un gen de furnici din subfamilia Dolichoderinae. Genul este cunoscut din Asia.

## Specii
- Chronoxenus butteli (Forel, 1913)
- Chronoxenus dalyi (Forel, 1895)
- Chronoxenus myops (Forel, 1895)
- Chronoxenus rossi (Donisthorpe, 1950)
- Chronoxenus walshi (Forel, 1895)
- Chronoxenus wroughtonii (Forel, 1895)